# Gedanken über Tod und Unsterblichkeit
Gedanken über Tod und Unsterblichkeit (vertaald: over dood en onsterfelijkheid) is een filosofische publicatie uit 1830. Het was het eerste werk van de Duitse filosoof Ludwig Feuerbach, aanvankelijk anoniem gepubliceerd.
Dit vroege werk is filosofisch en existentieel van aard, en bevat al veel van de ideeën die Feuerbach later zou uitwerken. Het is een diepgaande reflectie op de menselijke dood, de hoop op onsterfelijkheid en de betekenis van sterfelijkheid voor het menselijk leven.

## Achtergrond van het werk
Feuerbach schreef dit werk op 26-jarige leeftijd, tijdens zijn studies theologie en filosofie. Hij zat in de invloedssfeer van Hegel, maar begon zich al los te maken van diens idealisme. De tekst werd anoniem gepubliceerd vanwege de controversiële inhoud: een uitgesproken kritiek op het christelijke geloof in de persoonlijke onsterfelijkheid van de ziel.
Voor Feuerbach was de dood geen obstakel dat door religie moest worden overwonnen, maar een wezenlijk onderdeel van het menselijk bestaan. Hij bekritiseert het idee van een individueel voortbestaan na de dood, en ontwikkelt een alternatieve, aardse visie op sterfelijkheid en onsterfelijkheid.
- De centrale these: de dood als grens en voorwaarde van het leven

De kernstelling van het werk is dat de dood geen vijand of vergissing is, maar een natuurlijke, noodzakelijke en zelfs waardevolle realiteit. Voor Feuerbach is sterfelijkheid niet iets dat overwonnen moet worden, maar iets dat het leven pas betekenis geeft.
- De filosofie, stelt hij, moet de dood erkennen als grens van het menselijk bestaan. Elk wezen leeft onder de voorwaarde van zijn eindigheid. Zonder dood zou er ook geen leven zijn – het leven krijgt zijn intensiteit, urgentie en schoonheid juist door de wetenschap van de dood.

- Daarom is het verlangen naar persoonlijke onsterfelijkheid, zoals gepromoot door de christelijke godsdienst, niet alleen illusoir, maar ook een ontkenning van de natuurlijke orde en van wat het betekent om mens te zijn.

## Algemeen
Het geloof in een persoonlijke onsterfelijkheid komt volgens hem voort uit egoïsme en angst voor het niet-bestaan. Volgens hem is dit geloof geen universele waarheid, maar een projectie van menselijke verlangens. De mens wil niet verdwijnen, wil betekenis en eeuwig blijven voortbestaan – en schept daarom het idee van onsterfelijkheid en een ingebeeld eeuwig leven. Religies spelen in op deze behoefte en versterken het geloof in een hiernamaals meet een vorm van voortbestaan van de menselijke ziel na zijn overlijden.
Daarentegen stelt Feuerbach een onconventioneel alternatief, meer filosofisch begrip van onsterfelijkheid voor. Echte onsterfelijkheid zou volgens hem niet bestan in het voortbestaan van het individuele bewustzijn. Het zou daarentegen een ¨opgaan¨ zijn van het individu in de mensheid en de natuur. Hij noemt dit een objectieve onsterfelijkheid: de mens leeft voort in zijn daden, in zijn invloed op anderen, in de cultuur, en in het grotere geheel van het menselijk bestaan. De dood is dus geen absolute vernietiging. De dood is daarentegen een overgang waarin het individuele leven zich verliest in het universele.
Feuerbach maakt onderscheid tussen het individuele en het soortmatige leven (Gattungsleben). De sterfelijkheid van het individu is onvermijdelijk en natuurlijk, maar de mens als soort is onsterfelijk in de zin dat hij voortbestaat in de geschiedenis, in het nageslacht, in het denken en handelen van anderen. Wie zich richt op het welzijn van de mensheid in plaats van op persoonlijke verlossing, ervaart een diepere, zinvollere vorm van eeuwigheid.
De filosoof keert zich dus af van het traditionele christelijke geloof in een persoonlijk voortbestaan na de dood. In plaats daarvan pleit hij voor een ethiek gebaseerd op de liefde voor de mens en voor het leven hier en nu. In het erkennen van de eindigheid van het individuele leven ligt volgens hem juist de sleutel tot een zinvol bestaan.
Feuerbachs benadering is sterk beïnvloed door het moderne humanisme en de filosofie van de Verlichting. Zijn denken vormt een brug tussen idealistische filosofie (zoals bij Hegel) en het latere materialisme en atheïsme van onder andere Marx. Dit eerste, ng anoniem gepubiceerd werk markeert een belangrijke stap van Feuerbach in de ontwikkeling van zijn mensgerichte, religiekritische filosofie.
Feuerbach maakte in feite meteen een einde aan zijn academische carrière met dit anonieme eerste werk. Het verscheen in 1830, kort na het uitbreken van de onrust die heel Duitsland twee jaar lang schokte in de nasleep van de Parijse Julirevolutie en culmineerde in het Hambachfestival. Vanwege de religieus kritische inhoud werd het geschrift onmiddellijk door de censuur verboden en trachtte de politie de identiteit van de auteur te achterhalen om hem eventueel te kunnen vervolgen. In het voorjaar van 1832 stopte Feuerbach plotseling met lesgeven, toen bekend raakte dat hij deze schokkende, naar blasfemie neigende opvatting geuit had. Voor Feuerbach was deze onthulling aanleiding zich terug te trekken uit de universitaire wereld.

## Kritiek op de christelijke onsterfelijkheidsgedachte
Feuerbach richt zijn pijlen vooral op het christelijk geloof in de persoonlijke onsterfelijkheid van de ziel. Volgens hem is dit geloof geen rationele of spirituele waarheid, maar een uitdrukking van egoïsme en angst voor het niets.
De hoop dat de “ik” na de dood zal voortbestaan als individu – met mijn bewustzijn, mijn herinneringen, mijn identiteit – is volgens Feuerbach een subjectieve illusie. Het is niet gebaseerd op rede of waarneming, maar op de menselijke angst om zichzelf te verliezen.
Hij schreef:
"De individuele onsterfelijkheid is de meest persoonlijke, zelfzuchtige gedachte die de mens kan koesteren."
De religieuze verheerlijking van de ziel als eeuwig en onstoffelijk wezen is dus een vorm van zelfverheffing: het verlangen om zich los te maken van de natuur, van de aarde, van het lichaam.
Feuerbach verwierp deze metafysische dualiteit tussen lichaam en ziel, leven en hiernamaals. Hij stelt dat mens en natuur één zijn, en dat het bewustzijn niet buiten het lichaam voort kan bestaan.

## Kritiek
In de 19e eeuw raakte het denken over en de kritiek op religie en christendom die geuit werd door filosofen en politieke denkers met name door de publicaties van Feuerbach in een stroomversnelling.
De heftige polemiek tegen de religie en het christendom tijdens de restauratie na de Franse Revolutie en de nederlaag van Napoleon Bonaparte, die werden afgeschilderd als ¨achterlijk en oneerlijk¨, bewoog hem ertoe het fenomeen religie tot op de bodem uit te zoeken. Twee jaar lang, van 1839 tot 1841, werkte hij vervolgens aan wat zijn hoofdwerk zou worden:Das Wesen des Christentums (vertaling De essentie van het christendom). Het boek werd in het voorjaar van 1841 uitgegeven door Otto Weigand in Leipzig en maakte Feuerbach onmiddellijk beroemd.
In hetzelfde jaar verschenen nog zes polemieken en artikelen met kritiek op religie en christendom. Voor het grootste deel betrof dit toelichtingen op zijn kritiek op de ‘essentie van het christendom’. In 'Over het oordeel van de Schrift: de essentie van het christendom' wordt al duidelijk dat Feuerbach zich tijdens het werken aan zijn hoofdwerk ook losmaakte van Hegel.

## De dood als verzoening met de natuur
In plaats van de dood te beschouwen als een breuk, stelt Feuerbach dat de dood ons juist verbindt met het geheel van de natuur. De mens is een natuurwezen, ontstaan uit materie, levend in de tijd, en bestemd om weer op te gaan in het geheel van de natuur.
De dood is dus niet een verlies van het "ik", maar een opheffing in het grotere geheel, een soort natuurlijke integratie. Zoals een plant sterft en de bodem voedt voor nieuwe groei, zo keert ook de mens terug in de kringloop van het leven.
Dit leidt tot een natuurmystiek bij Feuerbach: hij spreekt met eerbied over de grootsheid van de natuur, de orde van het heelal, en de vergankelijkheid als universele wet. In plaats van te treuren om ons sterfelijk lot, moeten we leren leven in overeenstemming met de natuur, met het besef van onze eindigheid als bron van diepe verbondenheid.

## Alternatief begrip van onsterfelijkheid
Feuerbach verwerpt dus het geloof in individuele onsterfelijkheid, maar biedt in de plaats daarvan een nieuw, immanent begrip van onsterfelijkheid. Hij maakt onderscheid tussen:
- Subjektive Unsterblichkeit (subjectieve/persoonlijke onsterfelijkheid): de voortzetting van het individuele bewustzijn na de dood – dit wijst hij af.

- Objektive Unsterblichkeit (objectieve onsterfelijkheid): de voortzetting van het wezen van de mens in de gemeenschap, in de natuur, in de menselijke geschiedenis.

Volgens Feuerbach leeft de mens voort in de gevolgen van zijn daden, in de herinnering van anderen, in de cultuur, in de natuur, in liefde en gemeenschap. Dit is een vorm van onsterfelijkheid die niet gebaseerd is op het ego, maar op de relatie tot anderen en het grotere geheel.
Voorbeelden hiervan zijn de onsterfelijkheid van de moeder in haar kind, van de denker in zijn ideeën, van de held in het collectieve geheugen.

## Ethiek van sterfelijkheid
Feuerbach verbindt zijn visie op de dood met een nieuwe ethiek. Juist het besef van onze sterfelijkheid moet ons aanzetten tot een intensiever, betekenisvoller leven. Als we beseffen dat ons leven eindig is en dat we niet eeuwig zullen bestaan, worden we uitgedaagd om:
- bewuster te leven in het hier en nu
- ons te verbinden met anderen
- te handelen vanuit liefde en medemenselijkheid
- te werken aan iets dat ons overleeft (kunst, opvoeding, zorg, kennis)

Deze levenshouding is volgens Feuerbach waardiger en menselijker dan een leven dat gericht is op het hiernamaals. Want de ware zin van het leven ligt niet in de belofte van een eeuwige beloning, maar in de volheid van het tijdelijke bestaan.

## Religie en dood
Hoewel Feuerbach in latere werken explicieter afstand neemt van religie, is zijn houding in Gedanken über Tod und Unsterblichkeit nog ambivalenter. Hij heeft oog voor het diepe menselijke verlangen dat in religie tot uitdrukking komt – het verlangen naar betekenis, liefde, troost, en verbondenheid met iets groters.
Maar hij pleit ervoor om deze gevoelens niet langer op een bovennatuurlijke manier vorm te geven, maar in menselijke, aardse termen. De ware religiositeit bestaat voor hem uit:
- eerbied voor de natuur
- liefde voor de mens
- aanvaarding van de dood
- toewijding aan het leven

Deze houding vormt de grondslag voor wat later zijn humanistisch-naturalistische filosofie zou worden.

## Stijl en toon van het werk
Het werk is geschreven in een lyrisch-filosofische stijl, met veel poëtische beelden en verwijzingen naar de klassieke oudheid. Feuerbach bewondert filosofen als Epicurus en Lucretius, die de dood als natuurlijk accepteerden en zich verzetten tegen angst en bijgeloof.
Er klinkt ook veel existentiële ernst in het werk door: de jonge Feuerbach schrijft als iemand die diep geraakt is door de dood als feit en als idee, maar die daarin geen wanhoop ziet, maar een aanleiding tot dieper leven.

## De dood als sleutel tot menselijkheid
In dit werk laat Feuerbach zien dat de dood niet het einde van de filosofie is, maar haar begin. Door de dood niet te ontkennen of te mythologiseren, maar te aanvaarden als deel van ons wezen, worden we uitgenodigd tot een rijker, zinvoller en humaner leven.
Zijn alternatief voor het religieuze geloof in onsterfelijkheid is geen nihilisme, maar een levensbevestigend humanisme: een levenshouding die de eindigheid erkent en juist daardoor liefde, verantwoordelijkheid en verbondenheid centraal stelt.
In Gedanken über Tod und Unsterblichkeit onderzoekt hij de menselijke perceptie van de dood.Hij stelt de traditionele, religieuze opvattingen over een persoonlijke onsterfelijkheid kritisch ter discussie. Dit was in zijn tijd niet zonder gevaren. Hij liep het risico hierom te worden beschuldigd van atheïsme en blasfemie.
Met zijn eerst anoniem geuite kritiek legde Feuerbach een basis voor een gangbare gedachte binnen het existentialisme dat de mens op zichzelf is.